# 回路設計
回路設計（かいろせっけい）とは、回路の設計を行うこと。

## 概説
回路設計の大分類としては、アナログ回路設計、デジタル回路設計などが挙げられることがある。
アナログ回路の中でも、低周波用の回路の設計と高周波回路の設計は異なっている点が多々ある。高周波回路設計には独特の技術・知識が必要とされ、一般に高周波回路の専門技術者らが行っている。
高集積化が進んだ現代ではIC、LSI、VLSI等の設計もある。一言で「ICの回路設計」と言っても、ICにもアナログICとデジタルICが存在し、アナログ回路とデジタル回路では設計手法が異なっており、CADツールが異なっている。
近年ではASIC、FPGAも存在し、それらを含んだ回路設計も行われている。

## デジタル集積回路の設計
デジタルICの設計の流れは以下のように分類できるともされる。
システム設計 → 機能設計　→　論理設計　→　回路設計　→ レイアウト設計
システム設計は、IC全体の構成、回路仕様、用途、備えるべき機能等を考慮しながら行われる。
機能設計では、システム設計で定めた内容に基づいて、IC全体の回路動作を決定する。近年ではデジタル回路の機能設計の自動化が進み、ハードウェア記述言語（HDL）で回路動作や機能をプログラミングできるようになった。
論理設計では、上記HDLの記述を論理ゲートのレベルへと変換する。その変換には自動ツールで行い、論理合成、論理最適化、マッピング処理などを経て、論理ゲートの接続関係を示す図 (logic diagram) が生成されることになる。
ここでの回路設計では、トランジスタ、抵抗、容量などを理論解析しつつ決定し、設計回路の特性解析を行う。
レイアウト設計では、基本セルをチップ上に配置し、配線する。

## アナログ集積回路の設計
アナログICの設計の流れは以下のように説明されることがある。
回路設計 → 機能設計 → レイアウト設計 → デザインルールチェック → 回路パラメータ抽出　→ レイアウト・回路比較 → 寄生素子抽出 → ポストレイアウトシミュレーション
デジタルICとは異なり、アナログICのレイアウト設計では、配置配線用CADツールが無いので、手作業でトランジスタ、抵抗、容量の形状や寸法を入力してを行うとされる。
デザインルールチェック(DRC）では、デザインルールが守られているか確認する。デザインルールチェックを行うためのCADツールとしてはケイデンス社のDraculaなどが知られている。
回路パラメータ抽出においては、レイアウト設計データからSPICE用のネットリストを抽出し、生成する。
レイアウト・回路比較では、上記のネットリストと回路設計時の回路図を比較する。二つが同一であれば良好であり、不良の場合は再度レイアウト設計をやり直す。

## 組み込みシステム
組み込みシステムにおける回路設計は、システム開発全体の中では以下のような段階に位置する。
ハードウェア仕様の決定→各種デバイスの選択→回路設計→論理シミュレーション→試作機作成→検証および回路の修正
現在の回路設計の作業は、ほとんどがCADシステムを用いて行われているとされ、その作業は、対象となるデバイスのシンボルを配置して、シンボル同士を結線することである。CADシステムによって、自動配線、自動シミュレーションの機能が提供され、階層設計も可能となっている。階層設計とは、回路図を階層的に管理することであり、ラフな構成から始まり、段階的に細分化し、最終的に詳細回路を設計すれば、全ての回路が構成できる、というものである。